# Без сім'ї (фільм, 1984)
«Без сім'ї» (рос. «Без семьи») — російський радянський художній фільм 1984 року за однойменним романом Гектора Мало.

## Сюжет
Телефільм за мотивами однойменної повісті Гектора Мало про життя і пригоди хлопчика-підкидька, який виховує в дітях доброту і відвагу. Дія відбувається в XIX столітті у Франції. Хлопчик Ремі поневіряється з бродячим цирком по різних містах і, урешті-решт, знаходить свою родину… Бродяче життя багато чого навчило дитину, а дружба і підтримка тих, з ким звела його доля, допомогли перенести всі випробування.

## У ролях
- Саша Васильєв — Ремі
- Олена Соловей — місіс Мілліган
- Еугенія Плешкіте — мама Барберен, прийомна мати Ремі
- Юстина Шервінскайте — Артур Мілліган
- Сос Саркісян — бродячий артист Віталіс
- Зіновій Гердт — Еспіноса
- Ян Хвілер — Маттіа
- Юрій Горобець — містер Дріскол
- Тамара Уржумова — місіс Дріскол
- Валентин Букін — кухар
- Валентин Дикуль — силач
- Ернст Романов — Гарафолі
- Володимир Татосов — лахмітник
- Юрій Еллер — дядько Джеймс
- Леонід Дьячков — Жером Барберен, прийомний батько
- Анатолій Слівніков — жандарм

## Знімальна група
- Автор сценарію: Наталія Бортко
- Режисер:  Володимир Бортко
- Оператор:  Едуард Розовський
- Художник:  Римма Нарінян
- Композитор:  Володимир Дашкевич